# Белорусский государственный архив кинофотофонодокументов
Белорусский государственный архив кинофотофонодокументов (БГАКФФД; бел. Беларускі дзяржаўны архіў кінафотафонадакументаў) — белорусский архив, который хранит кинофотофонодокументы, иллюстрирующие историю Белоруссии с XIX века по настоящее время. Основан в 1941 году в Минске.

## Историческая справка
Центральный государственный архив фотофонокинодокументов Белорусской Советской Социалистической Республики (ЦГАФФКД БССР) был создан 29 марта 1941 года согласно постановлению СНК СССР № 723.
В ноябре 1943 года была утверждена структура ЦГАФФКД. Штат архива насчитывал 5 человек. Фактически архив начал работать во второй половине 1944 года. Первый директор архива — Петросян Х. В.
По состоянию на 1 мая 1948 года в архиве хранилось 6530 фотодокументов (негативов и позитивов). В октябре 1949 года ЦГАФФКД переехал в здание церкви Святой Марии Магдалины, где активно комплектовался кино- и аудиодокументами.
В 1963 году архив поменял название — он стал называться Центральным государственным архивом кинофотофонодокументов (ЦГАКФФД) БССР.
20 февраля 1987 года архив переехал в Дзержинск, где и находится до сих пор. 21 мая 1993 года архив был переименован в Белорусский государственный архив кинофотофонодокументов (БГАКФФД).
По данным на 1 января 2018 года в Белорусском государственном архиве кинофотофонодокументов хранится 42 930 дел (кинодокументы), 262 958 дел (фотодокументы), 20 579 дел (фонодокументы), 5 750 дел (видеодокументы) за период с XIX века по настоящее время. В настоящее время архив содержит крупное собрание уникальных материалов по истории Белоруссии. Он является научно-исследовательским учреждением, которое занимается комплектованием, хранением, описанием и использованием кинофотофонодокументов.
С февраля 2001 года полное наименование архива — учреждение «Белорусский государственный архив кинофотофонодокументов».

## Структура
- Руководство
- Отделы
  - Отдел ведомственных архивов, комплектования и экспертизы ценности документов
  - Отдел государственного учёта и научно-справочного аппарата
  - Отдел обеспечения сохранности документов и фондов
  - Отдел информации, публикации и научного использования документов
  - Отдел автоматизированных информационно-поисковых систем
  - Отдел технического контроля
- Лаборатории
  - Лаборатория обеспечения сохранности кинодокументов
  - Лаборатория обеспечения сохранности фотодокументов
  - Лаборатория обеспечения сохранности фонодокументов
- Бухгалтерия

## Фонды
Количество фондов: 49 589 дел (кинодокументы), 270 984 дела (фотодокументы), 22 032 дела (фонодокументы), 6 858 дел (видеодокументы).
Наиболее ранний фотодокумент датируется 1870 годом.

## Документы
- Хронология: с XIX века по настоящее время.
- География: территория Виленской, Витебской, Гродненской, Минской, Могилёвской губерний Российской империи; Западной Беларуси в составе Польши, БССР, РСФСР, УССР, Германии периода Второй мировой войны, Республики Беларусь, а также других стран.

## Награды
- Почётная грамота Совета Министров Республики Беларусь (8 апреля 2021 года) — за значительный вклад в развитие архивного дела и делопроизводства в Республике Беларусь[11].